# پاردینس
پاردینس (به اسپانیایی: Pardines, Girona) یک شهرستان در اسپانیا است که در خرنا واقع شده‌است.

## خصوصیات
پاردینس ۳۱٫۱ کیلومترمربع مساحت و ۱۶۸ نفر جمعیت دارد و ۱٬۲۲۶ متر بالاتر از سطح دریا واقع شده‌است.